# Diocèse de la Dordogne
Cet article court présente un sujet plus développé dans : Diocèse de Périgueux et Ancien diocèse de Sarlat.
Le diocèse de la Dordogne ou, en forme longue, le diocèse du département de la Dordogne est un ancien diocèse de l'Église constitutionnelle en France.
Créé par la constitution civile du clergé de 1790, il est supprimé à la suite du concordat de 1801. Il couvrait le département de la Dordogne. Le siège épiscopal était Périgueux.